# Parasphaerichthys
Parasphaerichthys je rod labyrintních paprskoploutvých ryb z čeledi guramovití (Osphronemidae). Zahrnuje dva známé druhy – Parasphaerichthys lineatus a Parasphaerichthys ocellatus, oba ze sladkých vod Myanmaru. Typovým druhem rodu je Parasphaerichthys ocellatus.